# Suseni, Mureș
Suseni, mai demult Fălfalău, Fălfălău (în dialectul săsesc Pränsdref, în germană Pränzdorf, Oberdorf, în maghiară Marosfelfalu, Felfalu ) este satul de reședință al comunei cu același nume din județul Mureș, Transilvania, România.

## Localizare
Localitatea este situată pe râul Mureș, pe drumul național DN 15 Târgu Mureș - Reghin - Piatra Neamț, la nord de Reghin.

## Istoric și economie locală
Satul Suseni este atestat documentar în anul 1319, denumirea satului fiind Feelfolu. Până în secolul al XVI-lea populatia majoritară o constituiau sașii, ulterior românii și maghiarii (mulți din ei la origine secui din zona Aita Mare), devenind populatia dominantă. Pentru un timp a existat și o colonie de armeni sosiți în secolul al XVII-lea din Moldova, care mai târziu s-au contopit cu populația locală. Ocupatia principală a locuitorilor a constituit-o tradițional agricultura, in special cultura cepei care dă recolte substanțiale pe parcelele cu sol roditor din lunca râului Mureș, numit local si "berc". În Suseni exista până nu demult și o fabrică de cărămidă.

## Monumente istorice
- Ruinele unei biserici medievale, construcție din secolul al XIII-lea.

## Galerie de imagini

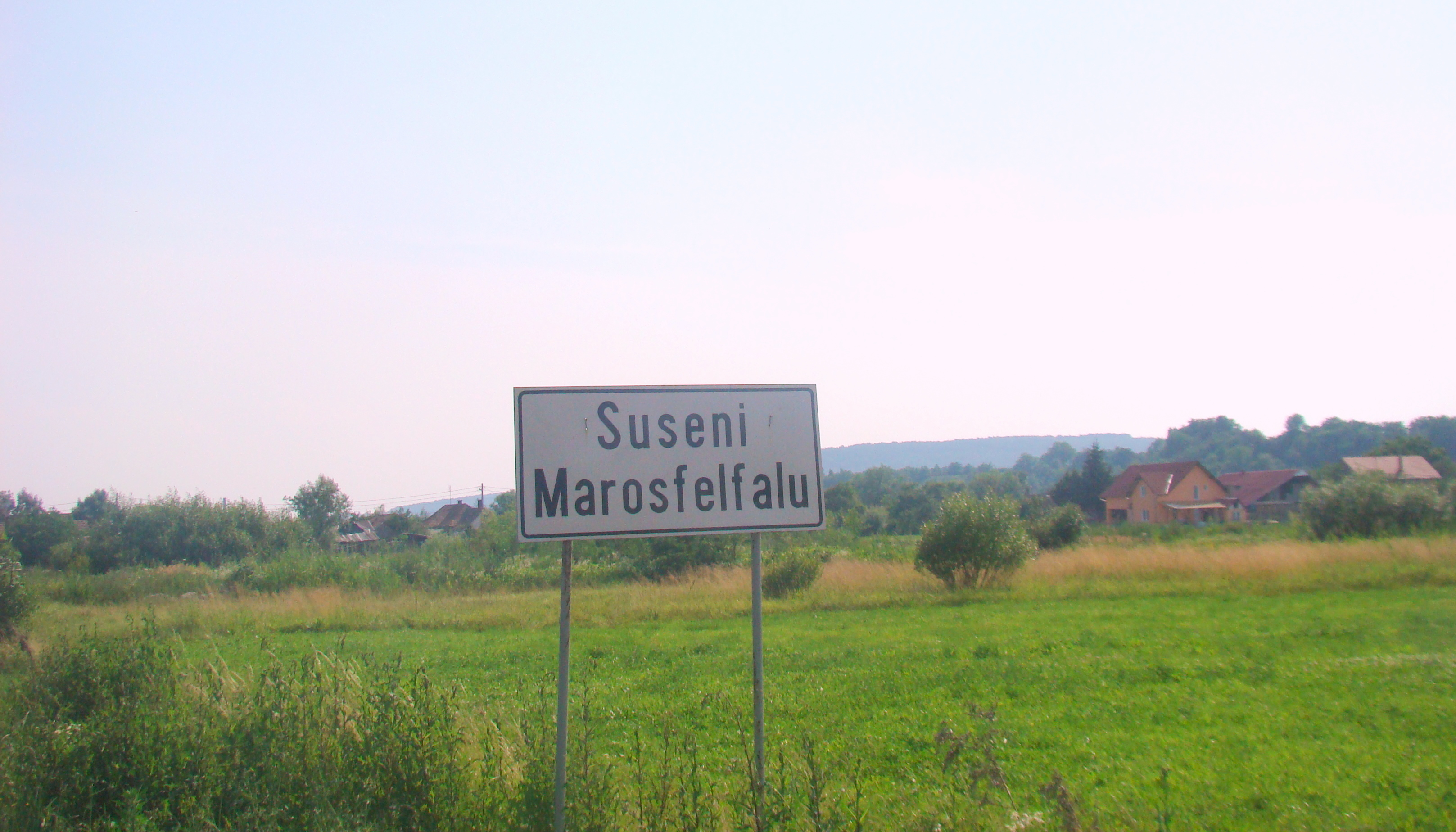
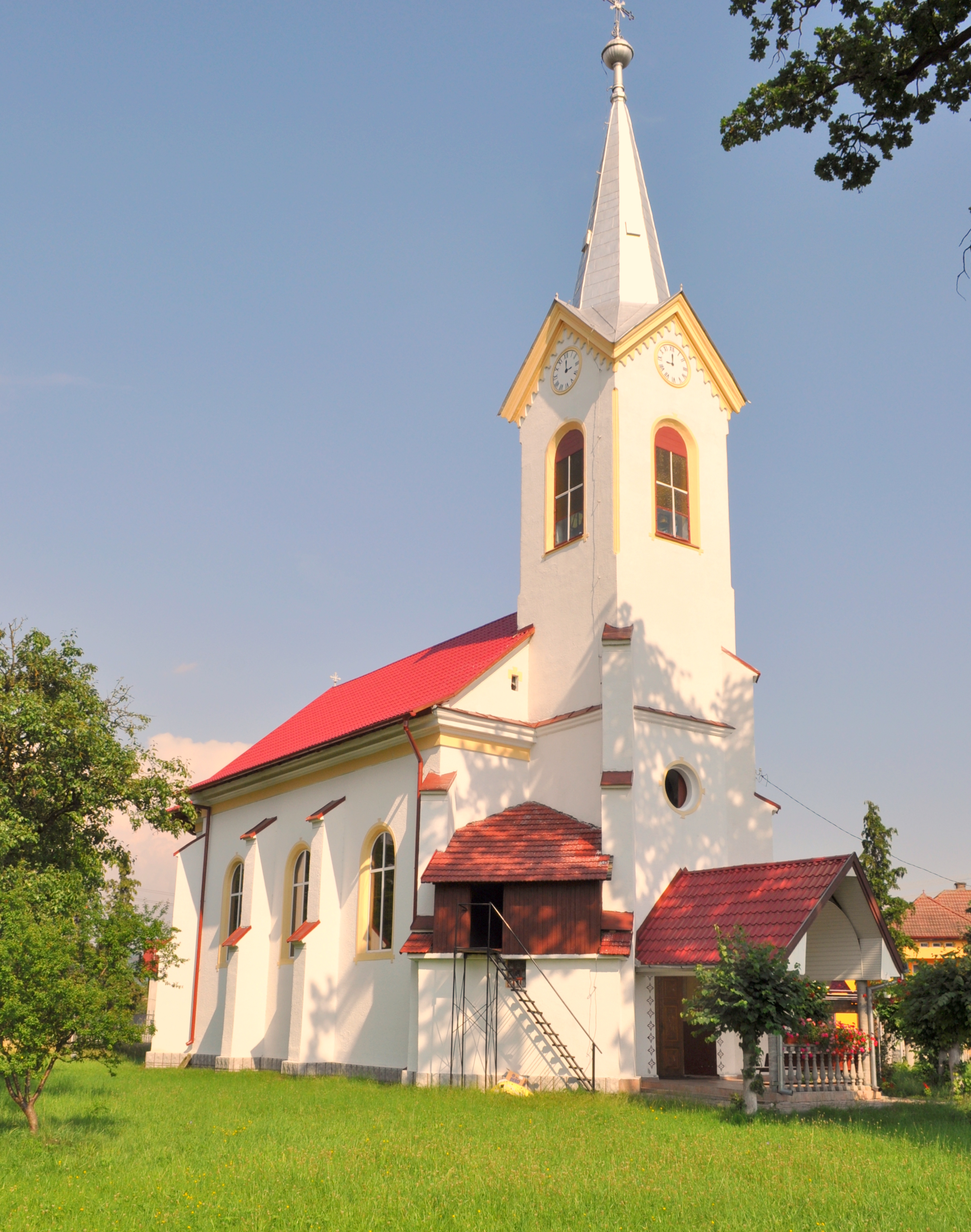
Biserica romano-catolică
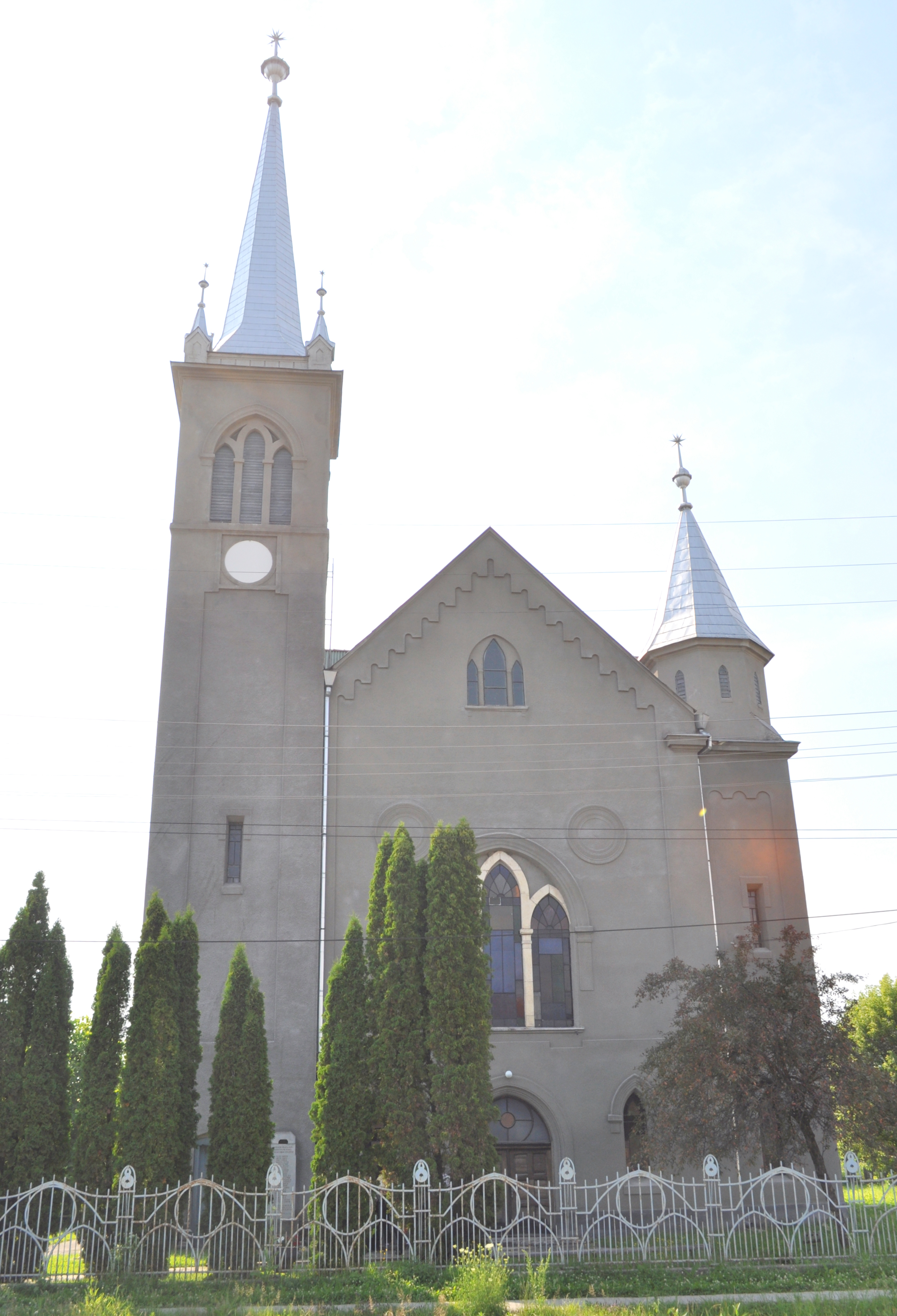
Biserica reformată (1913)